# Питта-нимфа
Питта-нимфа (лат. Pitta nympha) — вид птиц из семейства питтовых. Подвидов не выделяют. Выводит птенцов на северо-востоке Японии, в Южной Корее, материковом Китае и на Тайване, мигрирует в Таиланд. Зимует главным образом на острове Борнео на востоке Малайзии, в Брунее, Калимантане в Индонезии.
В июне 2015 года птица встречена в Дальневосточном морском заповеднике.

## Описание
Длина тела составляет 16–19,5 см. Спина и дуги крыльев зелёные, плечи и верхние кроющие хвоста зелёные и кобальтовые.  Хвост тёмно-зелёный с кобальтовым кончиком, а лапки желтовато-коричневые. Горло — белое, клюв — чёрный. Нижняя часть тела, включая затылок, грудь и бока кремового цвета, за исключением нижней части живота и подхвостья, которые имеют красный окрас. 
Различить пол по внешнему виду и оперению сложно, поскольку между самцами и самками нет значительной разницы в размерах.

## Питание
Питается дождевыми червями, пауками, насекомыми, личинками и слизнями. Иногда в рацион входят личинки и взрослые чешуекрылые, пауки, улитки, ящерицы, лягушки, маленькие змеи и землеройки.
Виду присвоен статус «Находятся в уязвимом положении». Популяция насчитывает 1500—7000 взрослых особей. Численность резко уменьшается в связи с обезлесением в местах гнездования в основном связанным с развитием сельского хозяйства и заготовкой древесины.